# Акбулак (Ордабасинський район)
Акбула́к (каз. Ақбұлақ) — село у складі Ордабасинського району Туркестанської області Казахстану. Входить до складу Бадамського сільського округу.
До 2001 року село називалось Панфілово.
Населення — 1862 особи (2021; 1755 у 2009, 1531 у 1999, 1082 у 1989).